# 27 septembre 1979
Le jeudi 27 septembre 1979 est le 270e jour de l'année 1979.

## Naissances
- Adolfo García Quesada, coureur cycliste espagnol
- Daniel Lauzon, traducteur canadien
- Heidi Mayne, actrice pornographique américaine
- Jon Garland, joueur américain de baseball
- Michaël Buffat, personnalité politique suisse
- Romano Obilinović, footballeur croate
- Shinji Ono, footballeur japonais
- Sonia Sieff, photographe française
- Thomas Brezzo, avocat et homme politique monégasque
- Zita Görög, mannequin hongroise

## Décès
- Gracie Fields (née le 9 janvier 1898), actrice et chanteuse de variétés
- Jimmy McCulloch (né le 4 juin 1953), musicien écossais
- Maurice Delanne (né le 23 janvier 1901), ingénieur aéronautique français
- Pascal Pia (né le 15 août 1903), écrivain, journaliste et érudit français
- Terrell Stapp (né le 24 septembre 1893), directeur artistique américain
- Verne Booth (né le 27 octobre 1898), athlète américain

## Événements
- Élection partielle de Manchester Central de 1979
- Découverte de l'astéroïde (2344) Xizang
- Création de l'association allemande Allgemeiner Deutscher Fahrrad-Club
- Sortie de l'album Recent Songs de Leonard Cohen
- Sortie du film italien Sbirro, la tua legge è lenta... la mia no!